# Município de Lykens (condado de Crawford, Ohio)
O município de Lykens (em inglês: Lykens Township) é um município localizado no condado de Crawford no estado estadounidense de Ohio. No ano de 2010 tinha uma população de 660 habitantes e uma densidade populacional de 8,43 pessoas por km².

## Geografia
O município de Lykens encontra-se localizado nas coordenadas 40° 56′ 35″ N, 83° 01′ 34″ O. Segundo a Departamento do Censo dos Estados Unidos, o município tem uma superfície total de 78.3 km², da qual 78,29 km² correspondem a terra firme e (0,01 %) 0,01 km² é água.

## Demografia
Segundo o censo de 2010, tinha 660 pessoas residindo no município de Lykens. A densidade populacional era de 8,43 hab./km². Dos 660 habitantes, o município de Lykens estava composto pelo 100 % brancos. Do total da população o 0 % eram hispanos ou latinos de qualquer raça.